# Evbrittonia longitarsa
Evbrittonia longitarsa är en skalbaggsart som beskrevs av Szito 1993. Evbrittonia longitarsa ingår i släktet Evbrittonia och familjen Melolonthidae. Inga underarter finns listade i Catalogue of Life.